# لولا ساسونی
لولا ساسونی (ارمنی: Լոլա (Լէօլա) Սասունի؛ انگلیسی: Leola Sassouni؛ ۱۸۹۳ – ۲ اکتبر ۱۹۶۹) چهره ملی-چهره اجتماعی اهل ارمنستان بود.

## زندگی‌نامه
وی با نام اصلی هریپسیمه متساتوریان (ارمنی: Հռիփսիմէ Մեծատուրեան؛ انگلیسی: (née Hripsimé Medzadourian)) در ۱۸۹۳ در آکن (نزدیکی سباستیا) به دنیا آمد و از کالج رابرت فارغ‌التحصیل گشت. وی برادرزاده میساک متسارنتس بود. وی با کارو ساسونی (۱۹۱۷) ازدواج نمود و صاحب سه فرزند سورن(زاده ۱۹۲۰ در ایروان), ویگن (زاده ۱۹۲۲ در تبریز) و بابگن (زاده ۱۹۲۹ در ورسای) شدند.   وی در ۲ اکتبر ۱۹۶۹ در سن ۷۶ سالگی در درگذشت.

## یادداشت
1. ↑  Սեբաստիոյ
2. ↑  Սուրէն
3. ↑  Վիգէն
4. ↑  Բաբգէն

## نگارخانه

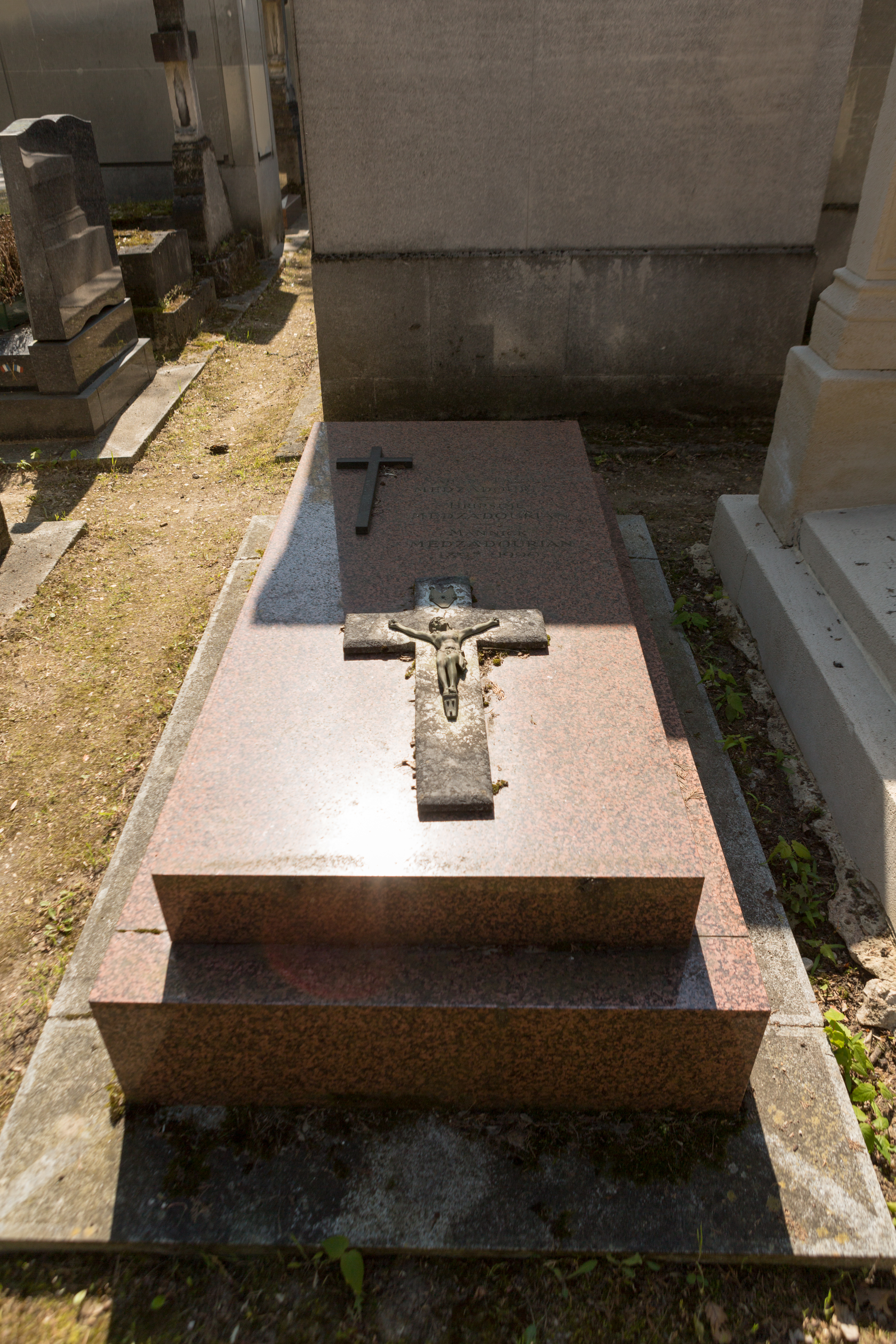
پر لاشز